# Affaire Kantorowicz
L'affaire Kantorowicz est un incident antisémite à Berlin en 1880 qui a eu un retentissement dans toute l'Allemagne et a conduit à de violentes réactions dans la population, mais aussi au Conseil municipal de Berlin et au Reichstag.  

## L'incident
Le 8 novembre 1880, Bernhard Förster, 30 ans, et Carl Jungfer, 29 ans, tous deux professeurs au Friedrichs-Gymnasium et connus comme faisant partie du mouvement antisémite Berliner Bewegung, provoquent par leurs propos antisémites les passagers juifs d'un tramway hippomobile de Berlin. Cela conduit à un conflit ouvert avec le fabricant de spiritueux juif Edmund Kantorowicz, de Posen (maintenant Poznań en Pologne) , qui aboutit à une bagarre pendant laquelle Kantorowicz gifle Jungfer. Förster et Jungfer portent plainte contre Kantorowicz pour coups et blessures. Celui-ci répond par un défi au duel que Jungfer rejette, considérant son adversaire indigne.
Le lendemain de l'incident, Kantorowicz écrit une lettre au Friedrichs-Gymnasium et au journal libéral Berliner Börsen-Courier, décrivant l'incident en détail et ajoutant que si Jungfer avait initialement accepté de se battre en duel, il lui avait fait parvenir ultérieurement une note lui mentionnant son refus. Kantorowicz envoie aussi une lettre au Landwehr-Bezirkskommando (Commandant du district de l'armée) demandant que la Eherengericht (Cour d'honneur) enquête sur le comportement de Förster dans le tramway et sur ses raisons de refus de se battre (il semble que dans sa lettre, Kantorowicz ait confondu Förster et Jungfer). 
À la suite des lettres de Kantorowicz, Förster et Jungfer, envoient leur version au journal de droite le National Zeitung, et réaffirmant que Kantorowicz n'était pas digne de se battre en raison de sa conduite et de sa réputation. 
Le journal libéral Börsen-Courier, propriété de George Davidsohn, devient le plus ardent défenseur de Kantorowicz, rappelant qu'il a servi loyalement dans l'Armée prussienne et a reçu la Feldzugsmedaille. Le journal mentionne aussi une autre affaire récente, qui s'est déroulée dans la ville de Hanau dans le Land de Hesse, où un Juif avait tué en duel un officier antisémite. Le journal considère que les deux cas sont des cas d'autodéfense honorable et justifiée. Il en profite aussi pour attaquer Adolf Stoecker et son mouvement antisémite, et demande que les deux professeurs qui prêchent la haine soient exclus du lycée.

## L'affaire dans les médias
Dans les jours qui suivent, la plupart des journaux allemands prennent position en faveur de Kantorowicz ou de ses deux adversaires. Le Berliner Volks-Zeitung, le Berliner Tageblatt et plusieurs journaux libéraux rejoignent le Börsen-Courier dans la défense de Kantorowicz. La presse catholique et ultraconservatrice dans sa majorité attaque la presse libérale pour son soutien à Kantorowicz. Le journal catholique Germania rappelle qu'en 1873, la société Hartwig-Kantorowicz avait été accusée de pratique frauduleuse, en utilisant de fausses étiquettes suggérant que leur produit était de l'authentique liqueur Bénédictine, et que la société avait alors agi de façon déshonnête, déloyale et indigne d'un honnête homme.  Malgré la réponse de Kantorowicz dans le Börsen-Courier expliquant que cette affaire concernant des marques commerciales avait été jugée et que la cour lui avait donné l'autorisation de continuer cet usage, la presse antisémite n'hésite pas à attaquer la réputation de Kantorowicz en l'affublant du nom de Schnapsjude (Juif d'eau de vie) ou de falsificateur de marques de fabrique.
Plusieurs libelles circulent écrits par des agitateurs antisémites, contestant les états de service militaire de Kantorowicz. Un des libelles, signé par le pseudonyme Simplicius Simplicissimus et ayant pour titre Le cas Kantorowicz symptôme de notre situation, reprend à sa façon le déroulement de l'affaire. Pour son auteur, le coupable est Kantorowicz qui a provoqué la confrontation en interférant dans une discussion privée. À l'opposé, les actions de Förster et de Jungfer sont celles de braves soldats combattant les ennemis de l'Allemagne. La gifle donnée par Kantorowicz à Jungfer est une gifle à la face du peuple allemand.    
La polémique dans la presse remonte au conseil municipal de Berlin. Quelques semaines auparavant, plusieurs journaux antisémites et antilibéraux avaient publié des éditoriaux accusant le conseiller municipal d'origine juive Wolfgang Strassman d'avoir détourné à son profit du ciment destiné à des bâtiments municipaux. Malgré ces accusations, lors des élections de novembre 1880, Strassman est élu dans un district de Berlin et renommé président du Conseil municipal. Le 11 novembre, trois jours après l'incident Kantorowicz, les politiciens libéraux Otto Hermes et Paul Langerhans demandent au Conseil municipal de prendre des sanctions contre Förster et Jungfer, considérant que leurs capacités à enseigner ne s'élevaient guère au-dessus du niveau standard de médiocrité. Dans son discours, Hermes attaque Stoecker et sa pétition antisémite, affirmant que quiconque impliqué dans une telle agitation haineuse, n'était pas digne de servir comme éducateur.  
Un des administrateurs de l'école, nommé Cauer, répondit que le Conseil municipal n'avait aucun pouvoir dans un tel cas, mais que la conduite des deux enseignants sera examinée par une commission scolaire.  La presse antisémite et les journaux conservateurs et catholiques, s'en prennent alors à Cauer et au Conseil municipal les accusant d'avoir pris position avant que l'enquête ne soit terminée.

## L'affaire prend une tournure nationale
L'affaire Kantorowicz prend alors une nouvelle envergure nationale. Le 14 novembre, plusieurs intellectuels et politiciens berlinois non-juifs envoient un communiqué à la presse berlinoise en réponse à la pétition antisémite. Ce communiqué surnommé Notabeln-Erklärung (déclaration des notables) est signé entre autres par l'historien Theodor Mommsen, le médecin et homme politique Rudolf Virchow et le philosophe Heinrich Rickert. Bien que le communiqué ne mentionne pas le nom de Kantorowicz et que les signataires affirment que celui-ci avait été rédigé bien avant l'affaire Kantorowicz, la presse antisémite assure qu'il est la suite directe de l'agitation provoquée par l'affaire Kantorowicz.
Quelques jours plus tard, un politicien libéral de Kiel, Albert Hänel, interpelle le gouvernement au Reichstag en réponse à l'exaspération grandissante dans la presse et parmi le peuple. À la suite de cette interpellation, il s'ensuit deux jours complets de polémiques sur la question juive par les députés de tout bord. Bien qu'aucune mention de l'affaire Kantorowicsz ne soit mentionnée dans l'interpellation, plusieurs députés antisémites y font mention. Le député Strosser affirme que la raison de ce débat est due au fait qu'un homme d'affaires juif, bien connu pour ses pratiques frauduleuses, a diffamé et assailli d'honorables Allemands et puis a osé utiliser ses contacts politiques dans le but de les ruiner. Strosser affirme que les libéraux et les Juifs sont certainement désolés d'avoir choisi un tel homme comme leur champion. En réponse à Strosser, le député libéral très réputé, l'éminent scientifique Rudolf Virchow, indique que Kantorowicz n'a jamais été impliqué dans une affaire pénale mais dans une affaire civile et n'a jamais été condamné pour fraude criminelle. Virchow défend aussi la position de plusieurs conseillers municipaux approuvant une procédure disciplinaire contre les deux enseignants. Apparemment, la direction du lycée avait déjà prévenu Förster de ne pas faire de remarques obligeantes en face des élèves juifs. Virchow déclare que cet incident est loin d'être isolé, et fait partie d'une véritable campagne de harcèlement antijuive. 
Les débats parfois haineux au Reichstag sont loin de calmer l'opinion publique concernant la question juive. Les agitateurs antisémites comme Adolf Stoecker ou Ernst Henrici tiennent des dizaines de meetings. Pour tous, l'incident Kantorowicz est l'étincelle qui a mis le feu aux poudres. 

## Les procédures contre Junfer et Föster
Pendant ce temps, la procédure disciplinaire contre Jungfer et Föster continue, malgré une pétition de certains de leurs élèves et collègues. La commission scolaire provinciale blâme les deux enseignants pour leur comportement et condamne Föster à une amende de 90 marks. Les deux hommes sont relevés de leur fonction d'enseignant et Föster qui se considérait comme le brave soldat antisémite est démis de sa position d'officier prussien. 
À la suite de ses sanctions, Jungfer et Föster portent plainte contre Kantorowicz et contre les conseillers municipaux Otto Hermes et Paul Langerhans pour diffamation. Leurs plaintes sont toutes rejetées. 

## Le procès de Kantorowicz
Près d'un an après les faits, le procureur de Berlin décide de poursuivre Edmund Kantorowicz pour diffamation et coups et blessures lors de l'incident du tram. Le 30 août 1881, le procès se déroule dans une salle remplie de spectateurs et de reporters couvrant le procès pour les plus grands journaux de Berlin. Kantorowicz est accusé de trois crimes : avoir calomnié Jungfer, d'avoir giflé Jungfer et d'avoir diffamé Förster en faisant une erreur d'identification intentionnelle dans une lettre adressée au journal Berliner Börsen-Courier. 
Kantorowicz est le premier à s'exprimer. Il soutient que Jungfer et Förster ont provoqué à dessein l'incident, donnant pour preuve que lorsqu'ils étaient tous les trois emmenés au poste de police, ils attiraient l'attention du public sur un prochain meeting d'Adolf Stöcker. Puis Jungfer donne sa version de l'incident, disant que la conversation qu'il avait avec Förster était totalement privée et n'était pas faite pour provoquer qui que ce soit. Quant à Förster, il reconnait avoir remarqué plusieurs Juifs dans le tram, mais que malgré cela, il avait décidé de faire des remarques anti-juives. 
Après le témoignage de Förster, et de plusieurs témoins confirmant que Kantorowicz avait bien giflé Jungler, le procureur demande une amende de 30 marks pour diffamation de Jungfer, de 60 marks pour diffamation de Förster et une peine d'une semaine de prison pour la gifle. 
L'avocat de Kantorowicz, le renommé August Munckel, soutient que l'action de Kantorowicz est non seulement justifiée mais honorable. Il termine sa plaidoirie en affirmant que Jungfer et Förster avaient provoqué l'incident et qu'ils avaient reçu ce qu'ils méritaient. 
Les trois juges du tribunal Schöffengericht (cour avec jurés) se retirent quelque temps avant de rendre le verdict : Kantorowicz est condamné à un mois de prison pour diffamation et pour la gifle. En appel, la Cour supérieure de Berlin réduit en janvier 1882 la sentence en une amende de 100 marks. 
La condamnation de Kantorowicz est vue par les antisémites comme une défaite des Juifs et des libéraux. Les journaux antisémites en profitent pour ridiculiser George Davidsohn, et le Berliner Börsen-Courier qui ont apporté un soutien substantiel à Kantorowicz. Le journal antisémite Berliner Ostend-Zeitung par exemple dans un article d'une page se moque de Davidsohn et de son héros Kantorowicz. 
Malgré le verdict favorable à Förster, celui-ci reste insatisfait. Dans les jours suivant le verdict, il provoque en duel l'avocat de Kantorowicz, August Munckel, qui refuse le duel car selon lui, il violerait son obligation professionnelle. 
Plusieurs années plus tard, l'affaire Kantorowicz est toujours utilisée par la propagande antisémite. Lors du pogrom de Neustettin (actuellement Szczecinek en Pologne) en Poméranie en mars 1884, Adolf Stöcker se réfère à l'affaire Kantorowicz pour affirmer que les Juifs étaient responsables des troubles à Neustettin.